# Sylvesters tröghetslag
Sylvesters tröghetslag (efter James Joseph Sylvester, teorem inom linjär algebra som behandlar symmetriska kvadratiska former.

## Formulering i termer av matriser
Enligt teoremet så är trögheten hos en symmetrisk matris A invariant under kongruenstransformationer.
Trögheten hos en symmetrisk matris A definieras som tripeln {\displaystyle (a,b,c)}, där a är antalet positiva egenvärden, b är antalet negativa och c är antalet nollvärda egenvärden (räknat med multiplicitet). 
Med en kongruenstransformation av A menas här transformationen
{\displaystyle A\mapsto SAS^{T}}
där S är en inverterbar matris.